# Конусоголов
Конусоголов (Conocephalum) — рід складних талоїдних печіночників ряду Marchantiales і єдиний сучасний рід родини Conocephalaceae. Деякі види Conocephalum віднесені до комплексу Conocephalum conicum, який включає кілька загадкових видів. Види Conocephalum — великі, з чіткими візерунками на верхньому таломі, що надає вигляду зміїної шкіри. Вид Conocephalum conicum названий завдяки своїм конусоподібним репродуктивним структурам, які називаються архегоніофорами.
Види Conocephalum відносно звичайні і широко розповсюджені в Північній Америці, Європі та Східній Азії. Conocephalum часто зустрічається у вологих і затінених місцях проживання, а також у відкритих лісах, піщаних берегах, мокрих каменях і скелях і вологих ґрунтах. Види Conocephalum також часто асоціюються з вапняними субстратами.
Conocephalum має відносно великий талом з нерегулярним розгалуженням. Рослини ростуть, перекриваючи частки, часто створюючи великі килимки. Що стосується розмноження, види Conocephalum дводомні. Види Conocephalum виробляють різні терпени та ароматичні сполуки. Були виявлені значні варіації видів на основі хімічного складу, а різні види були ідентифіковані на основі їхніх унікальних сполук. Унікальний сесквітерпеновий спирт, відомий як коноцефаленол, був ідентифікований і витягнутий з C. conicum.

## Види
- Conocephalum conicum комплекс – включає кілька криптових видів[1][2]:
  - Conocephalum conicum
  - Conocephalum salebrosum
  - Conocephalum orientalis
  - Conocephalum purpureorubum
  - Conocephalum toyotae
- Conocephalum supradecompositum

## Розповсюдження
Види Conocephalum поширені в Північній Америці, Європі та Східній Азії. Conocephalum salebrosum має найширше розповсюдження і зустрічається по всій Північній Америці, у Європі та Азії. У Північній Америці C. salebrosum зустрічається по всій Канаді та деяких частинах Сполучених Штатів, а також повідомляється з Росії. На відміну від C. salebrosum, C. conicum зустрічається по всій Європі. Вид C. supradecompositum більш обмежений у своєму поширенні та в основному зустрічається в Китаї та Японії. Що стосується останнього описаного виду Conocephalum, C. purpureorubum спостерігався в Японії, Китаї, Тайвані та Південній Кореї, а C. orientalis був знайдений в Японії й Тайвані.

## Середовище існування
Види Conocephalum часто зустрічаються у вологих і затінених місцях проживання. Види Conocephalum також ростуть у спеціалізованих мікро-оселищах біля проточної та стоячої води. Conocephalum conicum часто зустрічається у відкритих лісах, піщаних берегах, вологих каменях і скелях і вологих ґрунтах. C. conicum і C. salebrosum тісно пов'язані з вапняними субстратами. Також було припущено, що C. salebrosum, ймовірно, більш стійкий до висихання, ніж C. conicum.